# Chrissie Mughogho
Tiến sĩ Chrissie Chawanje-Mughogho là một cựu Đại sứ Malawi sang Ấn Độ, Bangladesh, Angola và Zambia  Cô là một giáo sư bằng cách đào tạo người tăng lên quản lý giáo dục đứng tại Đại học Malawi. Ở đó, cô là trưởng khoa nữ đầu tiên của khoa Khoa học tại Đại học Malawi.
Mughogho được sinh ra tại làng Chidzinja ở Tyolo, khu vực phía nam của Malawi. Cô là mẹ của nhạc sĩ David Kalilani.
Mughoho là một học giả Fulbright tốt nghiệp Đại học Virginia Polytechinic và Đại học bang (Virginia Tech) năm 1998 với bằng tiến sĩ về dinh dưỡng, thực phẩm và tập thể dục. Sau đó, cô quay trở lại Malawi, nơi cô làm việc trong học viện tại Đại học Malawi. Cô sớm vươn lên hàng ngũ trở thành trưởng khoa khoa học ứng dụng đầu tiên là phụ nữ tại trường đại học. Bà cũng từng là Chủ tịch của Diễn đàn dành cho các nhà giáo dục phụ nữ châu Phi ở Malawi. Cô đã làm việc ở đó cho đến khi cô đảm nhiệm một vị trí ngoại giao vào năm 2005 với tư cách là đại sứ của Zambia ở Zambia, người cũng được công nhận ở Angola. Năm 2010, cô trở thành Cao ủy Malawi đến Ấn Độ. Năm 2012, cô trở thành đại sứ của Malawi tại Bangladesh. Cô quay trở lại Malawi vào năm 2012 và trở lại học viện.

## Tài nguyên
1. ↑  Charlotte Lytton (ngày 30 tháng 8 năm 2013). “'I knew I had to change the mindset that ambassadors should be men' Global Development Professionals Network”. Guardian Professional. Truy cập ngày 22 tháng 2 năm 2014.
2. ↑  AMBASSADOR CHRISSIE CHAWANJE-MUGHOGHO CONNECTS MALAWI AND INDIA Lưu trữ ngày 1 tháng 2 năm 2014 tại Wayback Machine, VT NetLetter, December 2011, Virginia Polytechnic Institute and State University, Blacksburg, Virginia
3. ↑  “Arise”. Bản gốc lưu trữ ngày 28 tháng 5 năm 2013. Truy cập ngày 22 tháng 2 năm 2014.
4. ↑  “Alumni: Department of Human Nutrition, Foods and Exercise”. Virginia Tech. Truy cập ngày 22 tháng 2 năm 2014.
5. ↑  “Diplomat urges politicians to focus on issues”. The Post Newspapers Zambia. ngày 31 tháng 5 năm 2010. Bản gốc lưu trữ ngày 27 tháng 1 năm 2014. Truy cập ngày 22 tháng 2 năm 2014.
6. ↑  “Malawi recalls ambassadors Bowler, Mughogho”. Malawi Nyasa Times. ngày 24 tháng 4 năm 2012. Bản gốc lưu trữ ngày 2 tháng 2 năm 2014. Truy cập ngày 22 tháng 2 năm 2014.